# Adolfo Zerkowitz
Adolfo Zerkowitz (Viena, 1884 - Barcelona, 1972) fue un fotógrafo austríaco afincado en España, autor de postales de la ciudad de Barcelona e iniciador de una saga de fotógrafos barceloneses continuada por su hijo Alfred y su nieto Héctor.

## Biografía
Adolf Zerkowitz comenzó su vida laboral dentro del negocio textil de su familia en Viena, pero cuando comenzó la Primera Guerra Mundial se encontraba en Marruecos y no pudo volver a su país. Sí regresó a Europa cruzando el Mediterráneo hasta Barcelona, ciudad en la que finalmente se afincó de por vida.

## Obra
Su primera edición de postales fueron un encargo del Monasterio de Montserrat hecho en 1916, labor que prosiguió con una ingente obra de la ciudad de Barcelona, Mallorca, diversos puntos de la costa catalana y los Pirineos, entre otros lugares.
Su antiguo estudio fotográfico de la calle Corribia de Barcelona fue heredado y ampliado por su hijo Alfredo.

## Libros (selección)
- 2014. Barcelona Zerkowitz (1921-1958), con texto de Lluis Permanyer Lladós. Ayuntamiento de Barcelona[6]
- 2014. Diccionario de fotógrafos españoles (con varias imágenes de Zerkowitz). La fábrica[7]